# Шошони (водопад)
Шошони (англ. Shoshone Falls) — водопад на реке Снейк в округе Туин-Фолс, штат Айдахо, США. Имеет прозвище «Ниагара Запада».

## География, история, экология

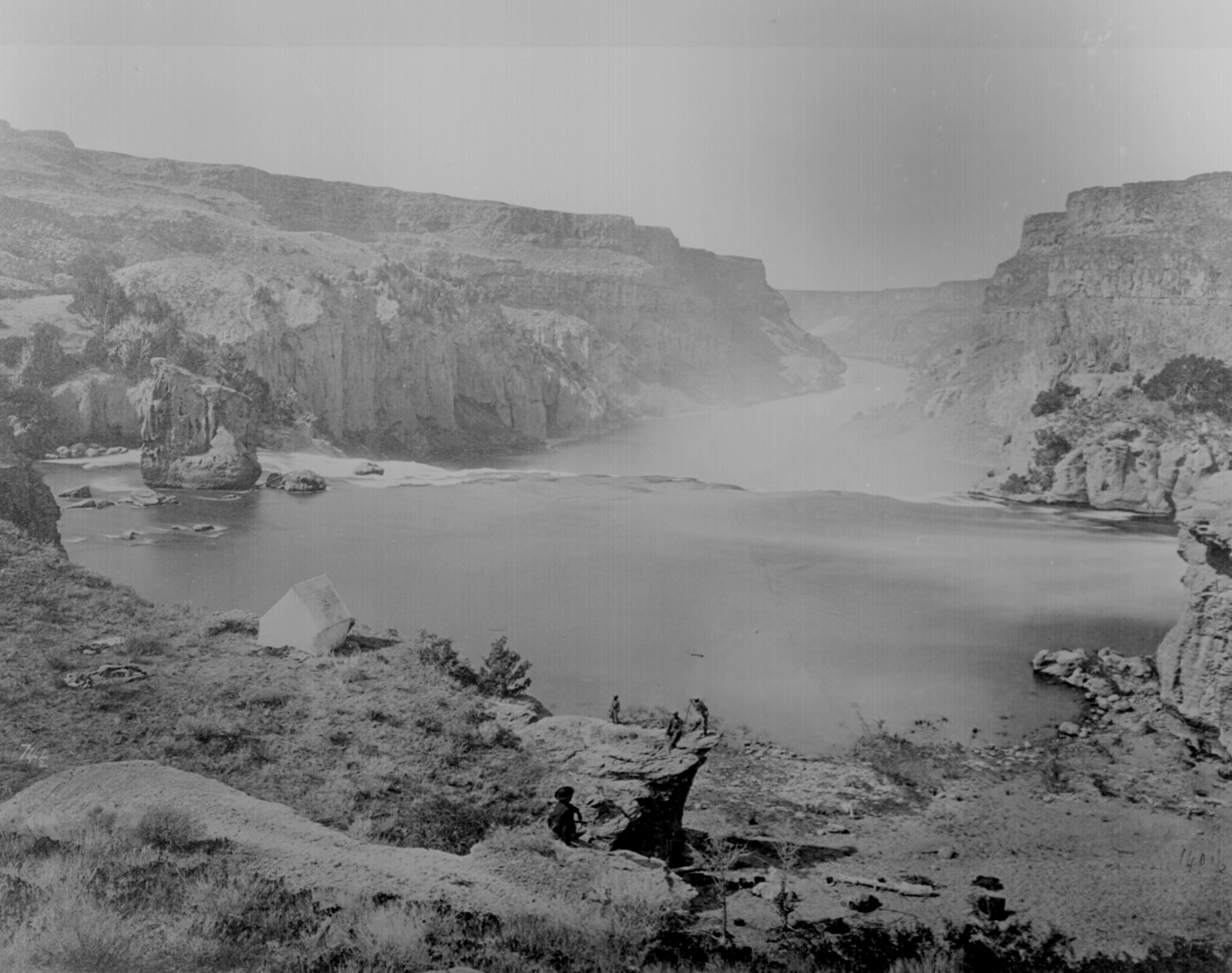
Первое фото каньона и водопада Шошони. Т. О’Салливан, 1868.

Водопад расположен в южной части Айдахо. Ближайший город — Туин-Фолс, находящийся примерно в 3 километрах к юго-западу. Высота падения воды — 65 метров, длина водопада — 274—315 метров в зависимости от времени года, расход воды — чуть более 100 кубометров в секунду. Высота водопада над уровнем моря — 992 метра. Лучшее время для наблюдения за падающей водой — весна и июнь, так как летом и осенью много воды из Снейка разбирается на ирригацию.
Водопад Шошони существует минимум с последнего ледникового периода, когда Бонневиллское наводнение затопило каньон реки Снейк и прилегающие долины. Всемирный фонд дикой природы именно по этому водопаду разделяет Верхнюю часть реки Снейк и Колумбийские безледниковые пресноводные регионы.
До постройки плотин ниже водопада у его подножия добывалось огромное количество лососёвых, в частности, в отчёте экспедиции 1843 года было сказано: «Бросьте копьё в любое место воды у водопада и вы наверняка попадёте в лосося». Сейчас виды рыб, обитающих выше и ниже водопада, совпадают лишь на треть.